# Komórka Hulla
Komórka Hulla – instrument pomiarowy stosowany w galwanotechnice. Jest używana zarówno przy tworzeniu nowych kąpieli galwanicznych, jak i w trakcje ich eksploatacji w warunkach przemysłowych. Zaliczana jest do rodziny układów testowych o skośnym położeniu elektrod względem siebie. Dzięki odpowiedniej budowie instrument ten daje zarówno możliwości sprawdzania aktualnego stanu badanej kąpieli galwanicznej (pomiar zdolności krycia, wgłębności oraz tzw. wgłębności połysku), jak i właściwości warstw wytwarzanych z takiego elektrolitu (połysk, mikrowygładzanie plastyczność czy też grubość).

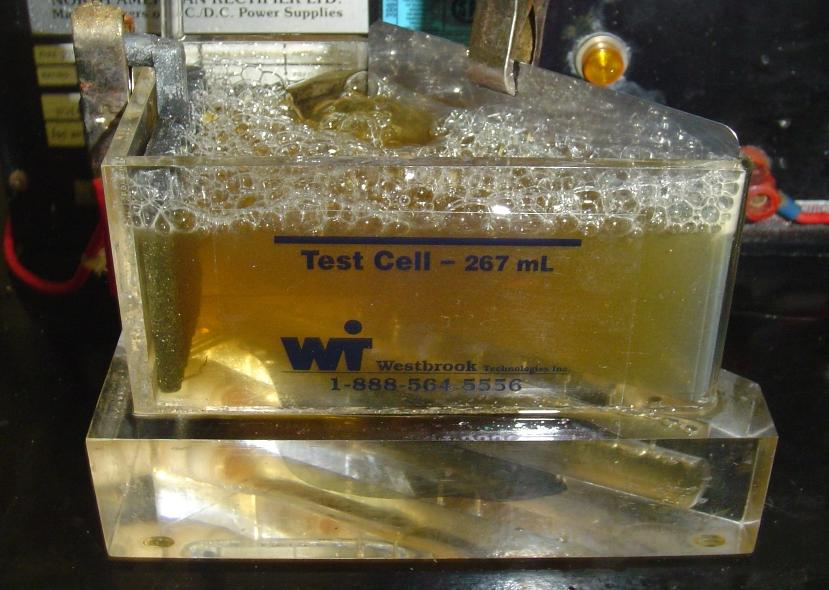
Komórka Hulla w trakcie pomiaru

## Rys historyczny
Ten instrument badawczy został opracowany i opatentowany w 1935 r. przez Richarda O. Hulla, amerykańskiego chemika i biznesmena, a następnie zaprezentowany w 1939 r. na zjeździe American Electroplaters Society.

## Charakterystyka metody
Kontrolowanie stanu i właściwości kąpieli galwanicznych jest fundamentalnym aspektem służącym uzyskiwaniu powtarzalnych i wysokiej jakości rezultatów obróbki galwanicznej w warunkach przemysłowych. Taką kontrolę można wykonać za pomocą testów wykonywanych w przeznaczonych do tego tzw. „celach” (komórkach) pomiarowych.
Najpowszechniej stosowaną w warunkach przemysłowych jest komórka Hulla. Jest to bardzo proste i tanie narzędzie diagnostyczne dające możliwość badania aktualnego stanu badanej kąpieli galwanicznej.
Można ją wykorzystać do przeprowadzania rutynowego procesu konserwacji pracujących w warunkach przemysłowych elektrolitów. Co równie ważne, komórka Hulla jest w wielu przypadkach jedynym szybkim i skutecznym narzędziem pozwalającym na diagnozowanie i rozwiązywanie występujących problemów jakościowych w bieżącej produkcji. Testy przeprowadzane w komórce Hulla uwidaczniają stan kąpieli galwanicznej z pewnym wyprzedzeniem. Dzięki czemu można maksymalnie ograniczyć możliwość wystąpienia braków w bieżącej produkcji.
Istnieją metody analizy chemicznej (np. HPLC, ASA, czy też układy oparte na elektroanalizie chemicznej takie jak CVS), które umożliwiają kontrolę stanu kąpieli galwanicznej (pomiar zawartości składników podstawowych, jak i dodatków funkcyjnych czy też zanieczyszczeń). Metody te w większości przypadków wymagają drogiej i skomplikowanej aparatury pomiarowej. Ponadto niektóre z nich wymagają wstępnego obrobienia badanej próbki kąpieli galwanicznej. Wymienione wyżej ograniczenia powodują, że takie analizy mogą być wykonywane jedynie w wyspecjalizowanych laboratoriach, które dysponują odpowiednim zapleczem technicznym i wykwalifikowaną obsługą. Ponadto takie laboratoria muszą mieć metody analityczne skalibrowane pod konkretną technologię, która ma być badana. To dodatkowo zawęża dostępność analizy i podnosi jej koszy.
Pomiar w komórce Hulla jest wolna od niektórych ograniczeń opisanych powyżej. Jest tania i praktycznie może być dostępna w każdej galwanizerni. Nie wymaga dodatkowego przygotowania kąpieli przed przystąpieniem do pomiaru. Jest to szczególnie ważne, ponieważ w ten sposób nie traci się cennych informacji o rzeczywistym całościowym obrazie stanu badanego elektrolitu.

## Budowa i działanie komórki Hulla
Komórka Hulla zalicza się do układów testowych, które charakteryzują się skośnym ustawieniem elektrod (katody i anody) względem siebie.

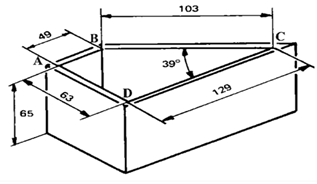
Schemat komórki Hulla. Wymiary wewnętrzne wyrażone w mm

Podstawowa wersja komórki Hulla jest wykonana najczęściej z tworzywa sztucznego, np. poli(chlorek winylu) (PVC), polimetakrylan metylu (PMMA), polipropylen (PP). Przekrój komórki ma kształt trapezu o pojemności roboczej 250 ml. Katoda jest umieszczona pod kątem 39° względem anody. Bardziej zaawansowane modele komórek Hulla zawierają ponadto układy służące do grzania i termostatowania badanej kąpieli. Ponadto mogą być wyposażone w systemy służące do mieszania badanego roztworu (np. sprężonym powietrzem). Te dodatkowe funkcje mają na celu uzyskanie warunków przeprowadzania testu w komórce Hulla, które jak najwierniej będą odwzorowywały warunki panujące w rzeczywistej produkcji.

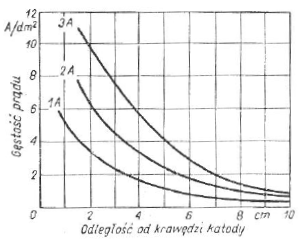
Zależność gęstości prądu w komórce Hulla od odległości od krawędzi katody dla prądów o natężeniu 1, 2 i 3 A

W trakcie wykonywania badania kąpieli galwanicznej w komórce Hulla przez testowany elektrolit przepływa prąd elektryczny, a dzięki skośnemu ustawieniu elektrod na katodzie następuje charakterystyczny rozdział (gradient) prądu. Polega on na tym, że największe zagęszczenie linii sił pola elektrycznego powstaje w miejscu gdzie odległość katody od anody jest najmniejsza. Zagęszczenie to maleje wraz z wzrostem odległości między elektrodami. Spadek ten nie jest liniowy. Dzięki takiej budowie komórki Hulla jeden panel testowy (katoda) umożliwia sprawdzenie jakości pracy kąpieli galwanicznej dla szerokiego zakresu katodowych gęstości prądowych. Zakres ten zależy od natężenia prądu elektrycznego dla którego wykonano proces elektrolizy.
Badania przeprowadzone przez Rousselot’a pokazują, że w przypadku testów wykonywanych w komórce Hulla pierwotny rozkład gęstości prądu jest uwarunkowany geometrycznie i zależny od odległości mierzonej na panelu testowym względem jego krawędzi. Krawędź ta musi być położona najbliżej anody.
Rozdział gęstości prądu można wyrazić za pomocą poniższego równania:
{\displaystyle i=I*x(5{,}1-5{,}24*\log x),}
gdzie:
- {\displaystyle i} – gęstość prądu wyrażona w A/dm²,
- {\displaystyle I} – całkowite natężenie prądu płynącego przez komórkę w trakcje wykonywania testu, wyrażone w A,
- {\displaystyle x} – odległość na powierzchni panelu testowego (katody) mierzona od krawędzi najbliżej położonej względem anody, wyrażona w cm.

W przypadku wtórnego rozdziału gęstości prądowych proces ten poza czynnikami geometrycznymi jest też uwarunkowany aspektami kinetycznymi wynikającymi z mniejszych lub większych różnic w przebiegu procesu elektrolizy na poszczególnych segmentach katody. W celu jego wyznaczenia używa się przeznaczonej do tego sondy prądowej. Alternatywnie można go wyliczyć z rozdziału grubości nałożonej warstwy zmierzonej w kolejnych punktach panelu testowego (katody).

## Procedura wykonywania pomiarów

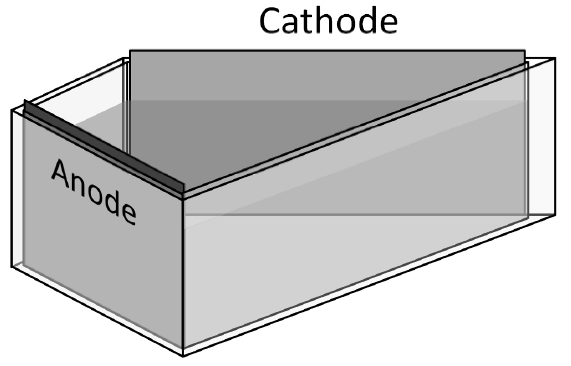
Schemat rozmieszczenia elektrod w komórce Hulla

Ocena stanu kąpieli w komórce Hulla polega na przeprowadzeniu procesu elektrolizy przebiegającego w mniejszej skali, w wannie galwanicznej o określonych i ściśle zdefiniowanych wymiarach. Z tego też względu proces wymaga użycia anod, katod oraz prostownika galwanicznego jako zewnętrznego źródła prądu elektrycznego. Wyżej wymienione elementy układu pomiarowego mogą mieć bardzo istotny wpływ na rezultat końcowy uzyskany w czasie przeprowadzania testu.
Dla każdej badanej kąpieli galwanicznej stosowany prostownik powinien charakteryzować się tętnieniem na poziomie poniżej 5%, a w przypadku badania kąpieli do produkcji PCB – na poziomie poniżej 2%. Powinien też zapewniać płynną regulacje wartości napięcia i natężenia prądu elektrycznego. Płynna regulacja napięcia wyjściowego w zakresie od 0 do 12 V, oraz natężenia prądu elektrycznego w zakresie od 0 do 5 A umożliwia przetestowanie praktycznie każdej obecnie używanej kąpieli galwanicznej zarówno do aplikacji technicznych, jak i dekoracyjnych.
Anody wykorzystywane na potrzeby badań w komórce Hulla należy stosować takie same jak anody stosowane w rzeczywistych roztworach pracujących w warunkach przemysłowych. Dotyczy to zarówno anod roztwarzanych, jak i nierozpuszczalnych. Rozmiar anod powinien być tak dobrany aby ściśle całą powierzchnią przylegały do ścianki komórki Hulla. Ich szerokość powinna być kilka milimetrów mniejsza niż szerokość wewnętrzna ścianki komórki do której ma przylegać. Zbyt mała szerokość prowadzi do niewłaściwego rozkładu katodowych gęstości prądowych, a tym samym zafałszowania obrazu stanu kąpieli galwanicznej. Podobny efekt występuje, gdy grubość anody jest zbyt duża (powyżej 5 mm). Wysokość używanej anody powinna być dobrana tak, aby wystawała ona około 20 mm powyżej lustra kąpieli. Umożliwia to uzyskanie bardzo dobrego kontaktu elektrycznego. W przypadku anod roztwarzanych zaleca się stosowanie worków anodowych najlepiej z tego samego materiału jaki jest używany w wannach przemysłowych.
Katodę stanowi panel, na którym wydzielana jest warstwa metaliczna w czasie przeprowadzania testu. W idealnym przypadku materiał katody jest identyczny z materiałem katody, na którym wydziela się warstwę galwaniczną w realnych warunkach przemysłowych. Najczęściej stosowane są panele z dwóch materiałów: mosiądzu lub stali niskowęglowej. Panele mosiężne są najczęściej jednostronnie polerowane. Dodatkowo strona polerowana jest zabezpieczona folią przed zarysowaniem.
Panele stalowe są też polerowane i dodatkowo zabezpieczone przed korozją warstwą cynku. Warstwę tę należy usunąć przed użyciem takiego panelu. Można to zrobić poprzez zanurzenie go w roztworze kwasu solnego o stężeniu około 17% obj.

### Postępowanie w trakcie wykonywania testu
- Przed przystąpieniem do wykonywania testu zastosowanie środków ochrony osobistej (okulary ochronne, rękawice ochronne i fartuch laboratoryjny),
- Umieszczenie w komórce Hulla anody adekwatnej do badanej kąpieli galwanicznej (np. miedzianą domieszkowaną fosforem, zawartość fosforu 0,03 – 0,06%) i połączenie z dodatnim biegunem zasilacza laboratoryjnego.
- Wybór parametrów przeprowadzanego testu (czas, temperatura, prąd elektrolizy, mieszanie, materiał panelu katody).
- Wlanie 250 ml badanego roztworu do komórki i uruchomienie mieszania jeśli jest konieczne.
- Przygotowanie powierzchni panelu testowego (usunięcie folii zabezpieczającej lub też warstwy cynku, odtłuszczanie powierzchni i jej aktywacja).
- Płukanie w wodzie demineralizowanej celem sprawdzenia poprawności przebiegu procesu odtłuszczania i aktywacji powierzchni panelu testowego.
- Jak najszybsze umieszczenie takiego panelu w komórce Hulla uprzednio napełnionej badanym roztworem.
- Podpięcie ujemnego bieguna zasilacza laboratoryjnego do panelu testowego, a dodatniego do anody.
- Włączenie zasilacza laboratoryjnego i ustawienie uprzednio wybranego natężenia prądu elektrolizy.
- Po upływie zaplanowanego czasu wyłączenie zasilacza laboratoryjnego i odłączenie katody od ujemnego bieguna.
- Jak najszybsze wyjęcie panelu z komórki i wypłukanie pod bieżącą wodą.
- Wysuszenie ciepłym powietrzem lub ręcznikiem papierowym.
- Analiza uzyskanego pokrycia galwanicznego.

Prawidłowa interpretacja jakości warstwy galwanicznej uzyskanej w wyniku przeprowadzenia testu w komórce Hulla jest możliwa po spełnieniu kilku kluczowych warunków:
- Kąpiel przeznaczona do testowania musi być dobrze wymieszana w całej objętości wanny roboczej. Pobraną próbkę należy odmierzyć dokładnie, a komórka Hulla w której ma być przeprowadzany test musi być czysta i dodatkowo wypłukana wodą demineralizowaną. Najlepiej dla każdego rodzaju badanej kąpieli stosować oddzielne komórki.
- Przed przystąpieniem do wykonywania testu w komórce Hulla należy wykonać analizę chemiczną składników podstawowych badanego elektrolitu i jeżeli zachodzi taka konieczność skorygować do wartości przewidywanych dla danej technologii. Jest to konieczne, ponieważ dla wielu wad może być mylnie interpretowana przyczyna ich powstawania, jeżeli zawartość składników podstawowych będzie poza specyfikacją zalecaną dla danej technologii.
- Liczba prób, które można wykonać z jednej porcji badanej kąpieli jest zależna od typu badanej kąpieli, roztwarzalności stosowanych anod i czasu elektrolizy. Zaleca się aby nie przekraczać ośmiu prób dla jednej porcji badanego elektrolitu[1].